# Mauri Rose
Mauri Rose, född 26 maj 1906 i Columbus, Ohio, död 1 januari 1981 i Royal Oak, Michigan, var en amerikansk racerförare.

## Racingkarriär
Rose deltog i Indianapolis 500 för första gången 1933, och tog sin första pole position i tävlingen 1941. Han var tvungen att bryta racet efter et tekniskt problem, men hoppade in i Floyd Davis bil och körde upp sig till att vinna tävlingen för första gången. Efter andra världskriget ställde Rose åter upp i tävlingen, och vann både 1947 ioch 1948. Han blev även trea i 1950 års tävling, som kördes i 1950 års formel 1-säsong. Som ett resultat av det tog Rose en pallplacering och fyra VM-poäng i formel 1.
Rose uppfann även ett hjälpmedel som gjorde det möjlig för amputerade att köra bil, vilket han ansåg var det viktigaste han åstadkom i sitt liv. Rose avled på nyårsdagen 1981, 74 år gammal.